# Psalistopoides emanueli
Psalistopoides emanueli là một loài nhện trong họ Nemesiidae.
Psalistopoides emanueli được miêu tả năm 2006 bởi Lucas & Indicatti.